# Muối iod

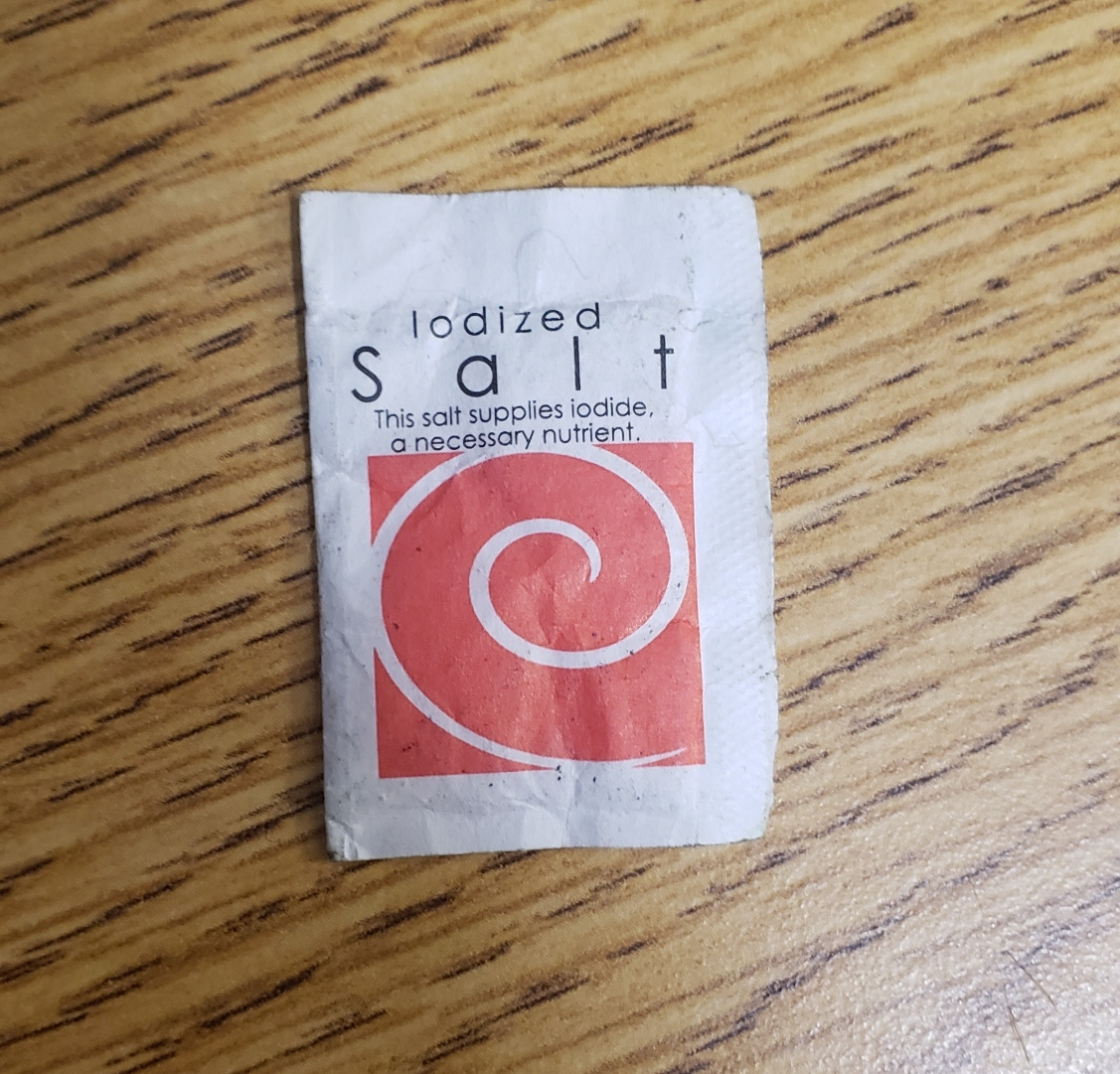

 Muối iot  là muối ăn (NaCl) có bổ sung thêm một lượng nhỏ NaI nhằm cung cấp iod cho cơ thể. Trên thế giới, thiếu iod ảnh hưởng đến khoảng hai tỷ người và là nguyên nhân có thể phòng ngừa hàng đầu của khuyết tật trí tuệ và tăng trưởng . Thiếu iod cũng gây ra các vấn đề tuyến giáp, bao gồm cả "bướu cổ đặc hữu". Ở nhiều nước, thiếu iod là một vấn đề y tế công cộng có thể được giải quyết bằng cách thêm một lượng nhỏ iod vào muối natri chloride.

## Vai trò
Iod là vi chất quan trọng để tuyến giáp tổng hợp các hoocmon điều chỉnh quá trình phát triển của hệ thần kinh trung ương, phát triển hệ sinh dục và các bộ phận trong cơ thể như tim mạch, tiêu hóa, da – lông – tóc –móng, duy trì năng lượng cho cơ thể hoạt động...
Iod là nguyên tố hóa học trong thiên nhiên như đất, nước, không khí, trong lương thực, thực phẩm như thịt, cá, gạo, rau quả,nhất là các loại hải sản...
Iod là vi chất cần thiết đối với sự phát triển trí tuệ và thể chất, nhất là trẻ nhỏ và phụ nữ mang thai. Thiếu iod sẽ dẫn đến thiếu hoocmon tuyến giáp và gây ra nhiều rối loạn khác nhau như bướu cổ, sảy thai, thai chết lưu, khuyết tật bẩm sinh, thiểu năng trí tuệ, cơ thể chậm phát triển, mệt mỏi, giảm khả năng lao động... 

## Hóa học
Bốn hợp chất vô cơ được sử dụng như nguồn iodide, tùy thuộc vào nhà sản xuất: iodat kali, kali iođua, natri iodat, và sodium iodide. Bất kỳ của các hợp chất này cung cấp cho cơ thể với iod điều cần thiết cho sự sinh tổng hợp của thyroxine (T4) và triiodothyronine (T3) hormon của tuyến giáp. Động vật cũng được hưởng lợi từ bổ sung iod và hydrogen iodide, một ethylenediamine là nguồn bổ sung chính thức ăn chăn nuôi.
Muối ăn là phương tiện hiệu quả để phân phối iod cho cộng đồng bởi vì nó không bị hỏng và được tiêu thụ với số lượng dự đoán nhiều hơn so với hầu hết các hàng hóa khác. Ví dụ, nồng độ iod trong muối đã tăng dần trong Thụy Sĩ: 3,75 mg / kg vào năm 1952, 7,5 mg / kg vào năm 1962, 15 mg / kg vào năm 1980, 20 mg / kg vào năm 1998, và 25 mg / kg vào năm 2014. Sự gia tăng này đã được tìm thấy để cải thiện tình trạng iod trong dân Thụy Sĩ nói chung.
Tuy nhiên, những gói muối được thêm iod khi tiếp xúc với không khí bên ngoài trong thời gian dài có thể làm giảm hàm lượng iod.

## Sản xuất
Muối ăn có thể được thêm Iod bằng cách phun kali iodide - KI hoặc dung dịch KI vào. 60 ml kali iodide, giá khoảng 1,15 USD (năm 2006), là đủ để sản xuất một tấn muối iod. Dextrose là một chất ổn định được thêm vào để ngăn chặn KI khỏi oxy hóa và bốc hơi. Các chất chống đóng cứng như calcium silicate thường được thêm vào muối ăn để tránh vón cục.

## Trong sáng kiến sức khỏe cộng đồng
Trên thế giới, thiếu iod ảnh hưởng đến hai tỷ người và là nguyên nhân hàng đầu ảnh hưởng đến sự phát triển trí tuệ Theo các chuyên gia y tế công cộng, sử dụng muối iod là biện pháp hiệu quả và đơn giản nhất trên thế giới có sẵn để cải thiện sức khỏe, chỉ có chi phí US $ 0,05 cho mỗi người mỗi năm. Tại Hội nghị thượng đỉnh thế giới vì trẻ em năm 1990, một mục tiêu đã được thiết lập để loại bỏ tình trạng thiếu iod vào năm 2000. Vào thời điểm đó, 25% số hộ gia đình tiêu thụ muối iod, một tỷ lệ đó tăng lên 66% vào năm 2006.
Sản xuất muối thường, mặc dù không phải luôn luôn, hỗ trợ các sáng kiến của chính phủ để iodise nguồn cung cấp muối ăn. Đối lập với iodisation đến từ nhà sản xuất nhỏ muối ai quan tâm đến các chi phí gia tăng, các nhà sản xuất tư nhân của thuốc iodine, mối quan tâm về việc thúc đẩy tiêu thụ muối, và những tin đồn vô căn cứ rằng iodisation nguyên nhân AIDS hoặc các bệnh khác.
The United States Quản lý Thực phẩm và Dược phẩm khuyến cáo nên sử dụng 150 microgam (0,15 mg) iod mỗi ngày cho cả nam giới và nữ giới.
Tại Việt Nam, nhằm bổ sung iod vào cơ thể theo khẩu phần ăn thì chính phủ đã ra Nghị định số 09/2016 tại Điểm a Khoản 1 Điều 6 bắt buộc đối với các doanh nghiệp sản xuất thực phẩm để tiêu dùng trong nước có sử dụng muối đều phải sử dụng muối tăng cường iod.

## Cách phòng tránh thiếu iod
Bổ sung muối iod trong bữa ăn hàng ngày, mỗi ngày mỗi người cần khoảng 250-750 microgram iod.
Ngoài ra, cũng có thể bổ sung iod từ các loại hải sản vì những thực phẩm này rất giàu iod.

## Bảo quản
1. Giữ muối Iod nơi khô ráo, tránh ánh sáng mặt trời, dùng xong buộc kín miệng túi hoặc để muối trong lọ đậy nắp kín để tránh Iod bị bay hơi
2. Không rang muối Iod.
3. Khi ướp thức ăn, bỏ một ít muối Iod trước, sau khi nấu chín thì bỏ thêm vào cho vừa đủ.
4. Nên cho muối Iod vào thức ăn sau khi đã nấu chín.
5. Song muối iod dễ bị giảm chất lượng trong quá trình sử dụng và bảo quản nên chỉ cần mua vừa đủ trong 3 tháng.

## Phân biệt muối iod với muối thường
Để phân biệt muối thường và muối iod ta vắt nước chanh vào muối, sau đó thêm vào một ít nước cơm. Nếu thấy màu xanh đậm xuất hiện chứng tỏ muối đó là muối iod. Vì nước chanh có môi trường axit. Trong môi trường axit, NaI không bền bị phân hủy một phần thành I2. I2 mới tạo thành tác dụng với hồ tinh bột có trong nước cơm tạo thành phức chất có màu xanh đậm.